# (6824) Mallory
Pour les articles homonymes, voir Mallory.
(6824) Mallory est un astéroïde de la ceinture principale.

## Description
(6824) Mallory est un astéroïde de la ceinture principale. Il fut découvert le 8 septembre 1988 à l'observatoire Kleť par Antonín Mrkos. Il présente une orbite caractérisée par un demi-grand axe de 3,12 UA, une excentricité de 0,19 et une inclinaison de 2,0° par rapport à l'écliptique.

## Compléments